# Кевін Річардсон (футболіст)
Кевін Річардсон (англ. Kevin Richardson, нар. 4 грудня 1962, Ньюкасл-апон-Тайн) — англійський футболіст, що грав на позиції півзахисника.
Виступав, зокрема, за клуби «Евертон», «Арсенал» і «Астон Вілла», ставши з цими клубами дворазовим чемпіоном Англії, володарем Кубка англійської ліги та Кубка Кубків УЄФА, а також зіграв один матч за національну збірну Англії. Крім того виступав в іспанський Ла Лізі за «Реал Сосьєдад».
Після завершення ігрової кар'єри став футбольним тренером. В даний час Річардсон є тренером в академії «Ньюкасл Юнайтед».

## Клубна кар'єра
Розпочав грати у футбол у школі Montagu and North Fenham BC, після чого приєднався до академії «Евертона» в 1978 році і підписав перший професійний контракт з клубом у 1980 році. Універсальний півзахисник, молодий Річардсон часто був дублером таких футболістів, як Пол Брейсвелл, Пітер Рід і Кевін Шиді, Тим не менше, він мав напіврегулярне місце, і зокрема зіграв в обох матчах фіналу Кубка Ліги проти головного ворога «Ліверпуля», який завершився поразкою для «ірисок», натомість допоміг команді того ж року виграти Кубок Англії, відігравши всі 90 хвилин фінальної гри проти «Вотфорда». Наступного сезону, зігравши 15 матчів у Першому дивізіоні, Кевін допоміг клубу виграти чемпіонат Англії, а також Кубок Кубків УЄФА, хоча і провів весь фінальний матч проти віденського «Рапіду» на лаві запасних. Всього за шість років Річардсон зіграв 113 матчів за рідний клуб, забивши 16 голів.
На початку сезону 1986/87, в якому «Евертон» знову став чемпіоном Англії, Річардсон перейшов у «Вотфорд», що був середняком чемпіонату, але провів там лише один сезон, будучи основним гравцем, перш ніж перейшов до столичного «Арсеналу» за 200 000 фунтів стерлінгів. Річардсону вдалося відразу витіснити багаторічного гравця «канонірів», досвідченого Грема Рікса, і знову зіграти у фіналі Кубка Ліги 1988 року, але і цього разу його клуб програв, переможцем став «Лутон Тауну» (2:3). У наступному сезоні 1988/89, також будучи основним гравцем (34 матчі у Першому дивізіоні, 1 гол), Річардсон виграв другий у своїй кар'єрі титул чемпіона Англії. Зокрема, Кевін зіграв у драматичній перемозі «Арсеналу» на «Енфілдіді» (2:0), якою вони виграли титул чемпіонат на останній хвилині останньої гри сезону. Тепер переможець чемпіонату в двох різних клубах, Річардсон продовжував залишатися регулярним гравцем команди і наступного сезону, однак по його завершенні був проданий менеджером Джорджом Гремом в іспанський «Реал Сосьєдад» за 750 000 фунтів стерлінгів. Загалом Річардсон зіграв у 121 матчах у всіх змаганнях за «Арсенал» і забив вісім голів.
Час Річардсона на «Сосьєдаді» був коротким — він провів лише один сезон, який для клубу склався досить невдало. Влітку 1991 року Річардсон він повернувся до Англії, перейшовши на запрошення Рона Аткінсона до «Астон Вілли» за 450 000 фунтів стерлінгів і був основним гравцем у перших трьох сезонах у клубі. Річардсон став капітаном «Вілли», і привів клуб до звання віце-чемпіона в першому сезоні новоствореної Прем'єр-ліги, а також допоміг перемогти «Манчестер Юнайтед» у фіналі Кубка Ліги 1994 року, в якому він виграв нагороду Людини матчу (Приз Алана Гардекера). Виступаючи у «Астон Віллі» Кевін також зіграв свою єдину гру у збірній Англії.
Згодом Річардсон послідував за своїм менеджером Аткінсоном у «Ковентрі Сіті» на початку 1995 року, і провів найближчі два з половиною роки в складі «небесно-блакитних», залишившись в команді і після уходу Аткінсона, продовжуючи бути основним і за його наступника Гордона Стракана. Річардсон залишив «Ковентрі Сіті» у вересні 1997 року, забивши один раз в Кубку Ліги проти «Галл Сіті», після чого закінчував сезон 1997/98 в «Саутгемптоні». Цей сезон став останнім для Річардсона у вищому англійському дивізіоні, оскільки з наступного Кевін став грати у другому дивізіоні за «Барнслі».
Завершив професійну ігрову кар'єру у «Блекпулі» у 2000 році, після того, як його команда вилетіла з Третього дивізіону за результатами сезону 1999/00.

## Виступи за збірну
17 травня 1994 року провів свій єдиний матч у складі національної збірної Англії, відігравши повністю товариську гру проти Греції (5:0).

## Тренерська кар'єра
Після виходу на пенсію Річардсон розпочав тренерську роботу. Спочатку він став тренером молоді в «Сандерленді», а потім помічником Карлтона Палмера (з яким у 1997—1998 роках грав разом у «Саутгемптоні») у «Стокпорт Каунті» в 2001 році.
В 2004 році Річардсон повернувся в «Сандерленд» як тренер резервної команди, а після купівлі контрольного пакету акцій клубу Ніеллом Куїнном, який сам і очолив команду, Річардсон був переведений до тренерського штабу першої команди. Наступний менеджер «святих» Рой Кін спочатку зберіг Річардсона у цій якості, перш ніж замінити його колишнім тренером «Манчестер Юнайтед» Нілом Бейлі.
Після цього Річардсон пішов у академію «Ньюкасл Юнайтед», де став працювати тренером. У жовтні 2009 року він був призначений помічником менеджера Стіва Стонтона (з яким у 1991—1995 роках разом гра у «Астон Віллі») в «Дарлінгтоні», але незабаром повернувся на посаду тренера молодіжної команди в «Ньюкаслі», де став тренувати команду до 17 років.

## Титули і досягнення
- Чемпіон Англії (2):

«Евертон»: 1984–85
«Арсенал»: 1988–89
- Володар Кубка Англії (2):

«Евертон»: 1983–84
- Володар Кубка англійської ліги (1):

«Астон Вілла»: 1993–94
- Володар Суперкубка Англії з футболу (2):

«Евертон»: 1984, 1985
- Володар Кубка Кубків УЄФА (1):

«Евертон»: 1984–85